# Nature (Band)
Nature (koreanisch 네이처, stilisierte Schreibweise NATURE) war eine südkoreanische Girlgroup der vierten K-Pop-Generation, die 2018 von n.CH Entertainment gegründet wurde. Nature debütierte am 3. August 2018 mit der Single Allegro Cantabile (너의 곁으로). Der offizielle Fanclub-Name der Gruppe lautet Leaf.

## Geschichte
Am 21. Juni 2018 gab n.CH Entertainment die Gründung einer neunköpfigen Girlgroup mit dem Namen Nature bekannt. Die Mitglieder der Gruppe stammen aus Südkorea, Japan und China und das Debüt sei für August 2018 geplant.
Nature debütierte am 3. August 2018 mit der Single Allegro Cantabile (기분 좋아), allerdings nur zu acht. Yeolmae hatte die Gruppe aus unbekannten Gründen kurz vor dem Debüt verlassen. Das Musikvideo wurde daher kurzfristig umgeschnitten, trotzdem ist Yeolmae an einigen Stellen im Video zu sehen.
Ende August 2018 startete die Gruppe ihr „Pop Cover-Project“. In den folgenden Wochen veröffentlichte Nature fünf Videos mit Cover-Songs auf Youtube (Walk Like an Egyptian von The Bangles, My Sharona von The Knack, Shut Up and Let Me Go von The Ting Tings, Rhythm Nation von Janet Jackson und Kiss von Prince). Alle Lieder wurden von der Gruppe mit dem originalen Text eingesungen und mit einer Tanz-Choreografie versehen.
Am 31. Oktober 2018 wurde Loha als neues Mitglied der Gruppe vorgestellt. Drei Wochen später, am 22. November, erschien die neue Singe Some (You’ll Be Mine) zusammen mit dem Single-Album Some&Love. Im Januar 2019 veröffentlichte Nature ein Musikvideo zum Lied Dream About U, das ebenfalls auf Some&Love enthalten ist.
n.CH Entertainment gab am 24. Juni 2019 die Veröffentlichung von Natures erstem Mini-Album bekannt. Weiter hieß es, dass Gaga bei diesem Comeback nicht dabei sein werde, weil sie sich derzeit auf ihre Schulausbildung in China konzentriere. I’m So Pretty erschien am 10. Juli 2019 zusammen mit der gleichnamigen Single.
Am 8. Oktober verkündete n.CH Entertainment Gagas Austritt aus der Gruppe. Gleichzeitig wurde Kim So-hee (bekannt durch ihre Teilnahme an der ersten Staffel der Casting-Show Produce 101 und als Solokünstlerin) als neues Mitglied vorgestellt. Weiter hieß es, dass Nature sich auf ihr Comeback im November 2019 vorbereite. Am 12. November 2019 veröffentlichte die Gruppe in der neuen Besetzung die EP Nature World: Code A zusammen mit der Single Oopsie (My Bad), allerdings ohne Aurora, die sich zurzeit in China befindet.
Am 27. April 2024 gab n.CH Entertainment bekannt, dass sich die Gruppe an diesem Tag aufgelöst hat und die Mitglieder getrennte Wege gehen.

## Mitglieder
| Name                 | Geburtsname           | Geburtstag (Alter)     | Geburtsort | Position                    |
| -------------------- | --------------------- | ---------------------- | ---------- | --------------------------- |
| Lu 루                | Lim Ha-young 임하영   | 3. Dezember 1997 (27)  | Yongin     | Team leader Lead Vocal      |
| Sohee 소희           | Kim So-hee 김소희     | 20. Januar 1995 (30)   | Busan      | Main Vocal                  |
| Aurora 오로라        | Wang Meng Yu 王梦妤   | 14. Januar 1997 (28)   | Xi’an      | Vocal, Lead Dance           |
| Saebom 새봄          | Kim Chan-mi a 김찬미  | 30. Januar 1997 (28)   | Ansan      | Vocal, Lead Dance, Lead Rap |
| Chaebin 채빈         | Choi Yu-bin 최유빈    | 28. Juli 1999 (25)     | Seoul      | Main Vocal                  |
| Haru 하루            | Abe Haruno 阿部春野   | 21. Februar 2000 (25)  | Miyagi-gun | Vocal, Main Dance           |
| Loha 로하            | Kang Ye-jin 강예진    | 27. Dezember 2001 (23) | Gwangju    | Vocal, Main Dance, Main Rap |
| Uchae 유채           | Yu Hye-jun 유혜준     | 7. Mai 2002 (22)       | Ilsan      | Vocal, Lead Dance, Rap      |
| Sunshine 선샤인      | Kim Min-jung b 김민정 | 20. Juni 2002 (22)     | Seoul      | Main Vocal                  |
| Ehemalige Mitglieder |                       |                        |            |                             |
| Yeolmae 열매         | Lim Ji-yeong 임지영   | 8. März 1996 (29)      | Korea Sud  | Leader Main Vocal           |
| Gaga 가가            | Li Jia Jia 李佳佳     | 1. September 1999 (25) | Sichuan    | Vocal, Rap                  |

## Diskografie

### EPs
| Jahr | Titel Musiklabel                                     | Höchstplatzierung, Gesamtwochen, AuszeichnungChartsChartplatzierungen (Jahr, Titel, Musiklabel, Platzierungen, Wochen, Auszeichnungen, Anmerkungen) | Anmerkungen                             |
| Jahr | Titel Musiklabel                                     | KR | Anmerkungen                             |
| ---- | ---------------------------------------------------- | --- | --------------------------------------- |
| 2019 | I’m So Pretty n.CH Entertainment, Genie Music        | KR13 (6 Wo.)KR | Erstveröffentlichung: 10. Juli 2019     |
| 2019 | Nature World: Code A n.CH Entertainment, Genie Music | KR9 (5 Wo.)KR | Erstveröffentlichung: 12. November 2019 |
| 2022 | Nature World: Code W n.CH Entertainment, Genie Music | KR46 (2 Wo.)KR | Erstveröffentlichung: 6. November 2022  |

### Single-Alben
| Jahr | Titel Musiklabel                                                            | Höchstplatzierung, Gesamtwochen, AuszeichnungChartsChartplatzierungen (Jahr, Titel, Musiklabel, Platzierungen, Wochen, Auszeichnungen, Anmerkungen) | Anmerkungen                             |
| Jahr | Titel Musiklabel                                                            | KR | Anmerkungen                             |
| ---- | --------------------------------------------------------------------------- | --- | --------------------------------------- |
| 2018 | Girls and Flowers (기분 좋아) n.CH Entertainment, Stone Music Entertainment | KR34 (1 Wo.)KR | Erstveröffentlichung: 3. August 2018    |
| 2018 | Some & Love (썸 & 러브) n.CH Entertainment, Stone Music Entertainment       | KR39 (7 Wo.)KR | Erstveröffentlichung: 22. November 2018 |
| 2020 | Nature World: Code M n.CH Entertainment, Stone Music Entertainment          | KR22 (7 Wo.)KR | Erstveröffentlichung: 17. Juni 2020     |
| 2022 | Rica Rica n.CH Entertainment, Stone Music Entertainment                     | — | Erstveröffentlichung: 24. Januar 2022   |

### Singles
- 2018: Allegro Cantabile (기분 좋아)
- 2018: Some (You’ll Be Mine) (썸)
- 2019: Dream About U (꿈꿨어)
- 2019: I’m So Pretty (내가 좀 예뻐)
- 2019: Oopsie (My Bad)
- 2020: I’m So Pretty -Japanische Version- (JP #21)
- 2020: Girls (어린애)
- 2022: Rica Rica
- 2022: Limbo! (넘어와)

## Auszeichnungen
2018
- Soribada Best K-Music Awards – Rookie Award[15]

2019
- Soribada Best K-Music Awards – Music Star Award[16]

2020
- Soribada Best K-Music Awards – Rising Star Award[17]